# 쥬라기 공원 3
《쥬라기 공원 3》(Jurassic Park III)은 2001년 개봉한 미국의 SF 모험 영화이자 쥬라기 공원 시리즈의 세 번째 영화이다.

## 줄거리
소년 에릭이 양아버지인 벤과 함께 이슬라소르나 근해로 패러세일링을 하러 가는데, 패러글라아더에 연결된 보트가 암초에 부딪히고 부자는 섬에 추락하게 된다.
그로부터 8주 후의 어느 날. 고생물학자 앨런 그랜트 박사는 벨로키랍토르에 관한 새 이론을 발표한다. 하지만 대중은 그의 이론은 무시하고 과거 쥬라기 공원에 대해서만 관심을 가진다. 쥬라기 공원에서 동행했던 엘리는 새로운 가정을 꾸린 상태이다. 앨런과 엘리는 공룡에 대한 관심은 여전하지만 쥬라기 공원에서의 일은 잊고 싶어 한다. 그리고 앨런의 화석 발굴 팀은 후원이 부족해서 철수할 위기에 처한다. 앨런은 제자인 빌리가 랍토르의 발성을 흉내내는 피리를 보다가 폴 커비라는 자의 방문을 받는다. 기업 사장을 자처한 폴은 아내인 어맨다와 함께 이슬라소르나 근처로 비행기 여행을 가려는데, 앨런이 가이드를 해달라고 부탁한다. 앨런은 난색을 표하지만 폴이 내민 백지수표를 보고 돈이 궁하던 차라 어쩔 수 없이 일을 받아들인다.
앨런은 조수 빌리와 커비 부부, 부부의 경호원인 유데스키, 쿠퍼, 그리고 조종사 내시와 함께 이슬라소르나에 도착한다. 부부는 앨런에게 한 말과 달리 비행기를 착륙시키려고 한다. 육식공룡 스피노사우루스가 갑자기 나타나 쿠퍼를 포식하고, 비행기는 스피노를 피하려다 숲속에 곤두박질친다. 스피노는 비행기를 파괴하고 내시도 잡아먹는다. 일행은 스피노로부터 도망치다가, 이번에는 또 다른 육식공룡 티라노사우루스와 마주치게 된다. 두 공룡이 대치하고 스피노가 티라노의 목을 물어뜯어 죽인다.
커비 부부는 사장이 아니라 조그만 철물점 주인일 뿐이었고, 이혼한 사이이기도 한 것이 밝혀진다. 부부는 8주 전 행방불명된 아들 에릭과 어맨다의 애인 벤을 찾으려고 섬에 온 것이었다. 벤은 유골이 되어 패러글라이더째로 나무에 매달려 있었으나, 에릭의 시체는 찾을 수 없었다. 일행은 패러글라이더를 챙기고 랍토르의 둥지를 지나, 인젠의 버려진 시설을 발견한다. 에릭이 있을 거라 생각하고 그곳으로 발을 옮겼지만, 에릭 대신 랍토르 한 마리가 기다리고 있었다. 랍토르는 동료 랍토르들을 불러 일행을 뒤쫓는다. 유데스키가 랍토르에게 공격당하고, 미끼로 쓰이다가 결국 죽게 된다.
한편, 일행과 홀로 떨어진 앨런은 무언가를 찾고 있는 랍토르떼의 공격을 받다가, 에릭에게 구조된다. 에릭은 인젠사 트럭에 거처하며 생존해 있었다. 다음날 에릭은 친아빠 폴의 전화 벨소리를 듣고 달려나가 부모님과 재회한다. 그런데 전화 벨소리는 전날 내시와 함께 전화기를 꿀꺽한 스피노사우루스에게서 나는 소리였다. 재결합한 일행은 스피노를 피해 인젠 시설에 몸을 숨긴다. 앨런은 빌리가 연구비 욕심으로 랍토르의 알을 숨겨 갖고 왔으며 그것이 랍토르가 그들을 쫓는 이유임을 알게 된다.
일행은 해변가로 가다가 거대한 새장을 지나게 되는데, 그곳은 프테라노돈의 둥지였다. 에릭이 프테라노돈에게 붙잡히자 빌리가 패러글라이더를 착용하고 몸을 던져 에릭을 살리는 데 성공한다. 하지만 빌리 본인은 강에 빠져 프테라노돈과 함께 남겨진다. 일행은 어쩔 수 없이 빌리를 버리고, 고물 보트를 고쳐 강길을 따라 내려간다. 길을 가던 중 스피노사우루스의 대변덩어리를 발견한 일행은 그 안을 뒤져 전화기를 찾아낸다. 앨런이 엘리에게 전화를 걸어 구조를 요청하려던 때, 스피노사우루스가 다시 나타나 보트를 짓밟는다. 앨런이 간신히 연료에 불을 붙여 스피노를 쫓는 데 성공한다.
다음날 길을 가던 일행은 알을 되찾으러 온 랍토르떼를 다시 마주친다. 어맨다가 알을 내주는 척하며 시간을 끄는 사이, 앨런이 빌리의 피리를 불어 랍토르의 울음소리를 흉내낸다. 그 소리에 놀란 랍토르들은 알만 가지고 돌아간다. 드디어 해안가에 도착하자, 엘리가 보낸 군부대가 일행을 구출한다. 놀랍게도 빌리가 살아남아 먼저 구출되어 헬기에 타고 있었다. 섬을 떠나면서 일행은 헬기 창문으로 프테라노돈이 섬을 떠나 어디론가 날아가는 것을 본다.

## 출연
- 샘 닐 - 앨런 그랜트 박사
- 윌리엄 H. 메이시 - 폴 커비
- 테아 레오니 - 어맨다 커비
- 알레산드로 니볼라 - 빌리 브레넌
- 트레버 모건 - 에릭 커비
- 마이클 지터 - 유데스키
- 존 딜 - 쿠퍼
- 브루스 A. 영 - 내시
- 로라 던 - 엘리 디글러
- 테일러 니컬스 - 마크 디글러
- 마크 해럴릭 - 벤 힐더브랜드
- 훌리오 오스카르 메초소 - 엔리케 카르도소 (패러글라이딩 운전사)
- 블레이크 브라이언 - 찰리 디글러

### 등장 공룡
- 벨로키랍토르
- 티라노사우루스
- 스피노사우루스
- 스테고사우루스
- 브라키오사우루스
- 케라토사우루스
- 프테라노돈
- 트리케라톱스
- 안킬로사우루스
- 람베오사우루스
- 파라사우롤로푸스

## 한국판 성우진(KBS) (2005년 7월 23일)
- 장광 - 앨런 그랜트 박사(샘 닐)
- 이재명 - 폴 커비(윌리엄 H. 메이시)
- 차명화 - 아만다 커비(테아 레오니)
- 양석정 - 빌리(알레산드로 니볼라)
- 소연 - 에릭(트레버 모건)
- 성창수 - 우데스키(마이클 지터)
- 박규웅 - 쿠퍼(존 딜)
- 고재균 - 내쉬(브루스 A. 영)
- 윤소라 - 엘리(로라 던)
- 장우영 - 찰리(블레이크 마이클 브라이언)

## 관객 반응
감독이 바뀌면서 주 공룡인 티라노사우루스 렉스가 스피노사우루스로 바뀌고, 스피노사우루스가 철장을 쉽게 부수는데 정작 나무 벽은 뚫지 못한다는 것과 그리고 스피노사우루스가 전화기를 먹은 후 뱃속에서 벨소리가 들렸는데 벨소리가 너무 뚜렸하게 들리고 평범한 어린아이인 에릭 커비가 공룡이 있는 섬에서 무려 8개월 동안 살아남았다는 설정 오류가 있었다. 4년을 기다리고 영화를 보러온 팬들에게는 실망감이 매우 컸다.